# Aenni Hartung
Aenni Hartung, eigentlich Anna Maria Catharina Hartung, (* 31. Mai 1891 in Düsseldorf; † 23. Juli 1983 in Andernach) war eine deutsche Malerin.

## Leben
Hartung war die Tochter des Koblenzer Malers Heinrich Hartung III. und Schwester von Heinrich Hartung IV. Sie besuchte in Koblenz die Ursulinenschule und erlernte die Malerei bei ihrem Vater und bei Franz Molitor. Von 1913 bis 1914 studierte sie an der Kunstakademie Düsseldorf bei Professor Willy Spatz, Mitglied der Düsseldorfer Malerschule. Von 1916 bis 1917 besuchte sie die Kunstgewerbeschule in Koblenz. Ihr Interesse galt der Landschaftsmalerei, Veduten sowie Motiven in und um Koblenz. 1921 erhielt Aenni Hartung eine Auszeichnung für den Entwurf zum Koblenzer Notgeld.

## Werke
- Balduinbrücke Koblenz, Aquarell ca. 1925
- Kastorkirche Koblenz
- Am Plan Koblenz
- Koblenz, Weissergasse
- Schängelbrunnen in Grün Koblenz